# 新田原駅
新田原駅（しんでんばるえき）は、福岡県行橋市大字道場寺にある、九州旅客鉄道（JR九州）日豊本線の駅である。
行橋市南部の住宅地域に存在し、北九州の通勤通学圏内にあり、ラッシュ時を中心に小倉方面への利用客が多い。当駅発着の列車もある。また、隣接するみやこ町豊津地区の最寄駅でもあるため、この地域の住民も利用する。

## 歴史
- 1897年（明治30年）9月25日：初代豊州鉄道が開設[1][3]。一般駅[2]。
- 1901年（明治34年）9月3日：豊州鉄道が初代九州鉄道に買収される[4]。
- 1907年（明治40年）7月1日：九州鉄道が国有化され、帝国鉄道庁が所管[5]。
- 1961年（昭和36年）10月1日：貨物取扱廃止[2]。
- 1980年（昭和55年）4月10日：駅舎改築（2代目）[6]。
- 1984年（昭和59年）2月1日：荷物扱い廃止[2]。
- 1987年（昭和62年）4月1日：国鉄分割民営化により九州旅客鉄道が継承[7]。
- 1989年（平成元年）3月7日：「みどりの窓口」を設置[8]。
- 2000年（平成12年）10月14日：自動改札機を設置し、供用開始[9]。
- 2009年（平成21年）3月1日：ICカードSUGOCAの利用を開始[10]。
- 2022年（令和4年）
  - 3月11日：みどりの窓口の営業を終了[11]。
  - 3月12日：無人化[11]。

## 駅構造

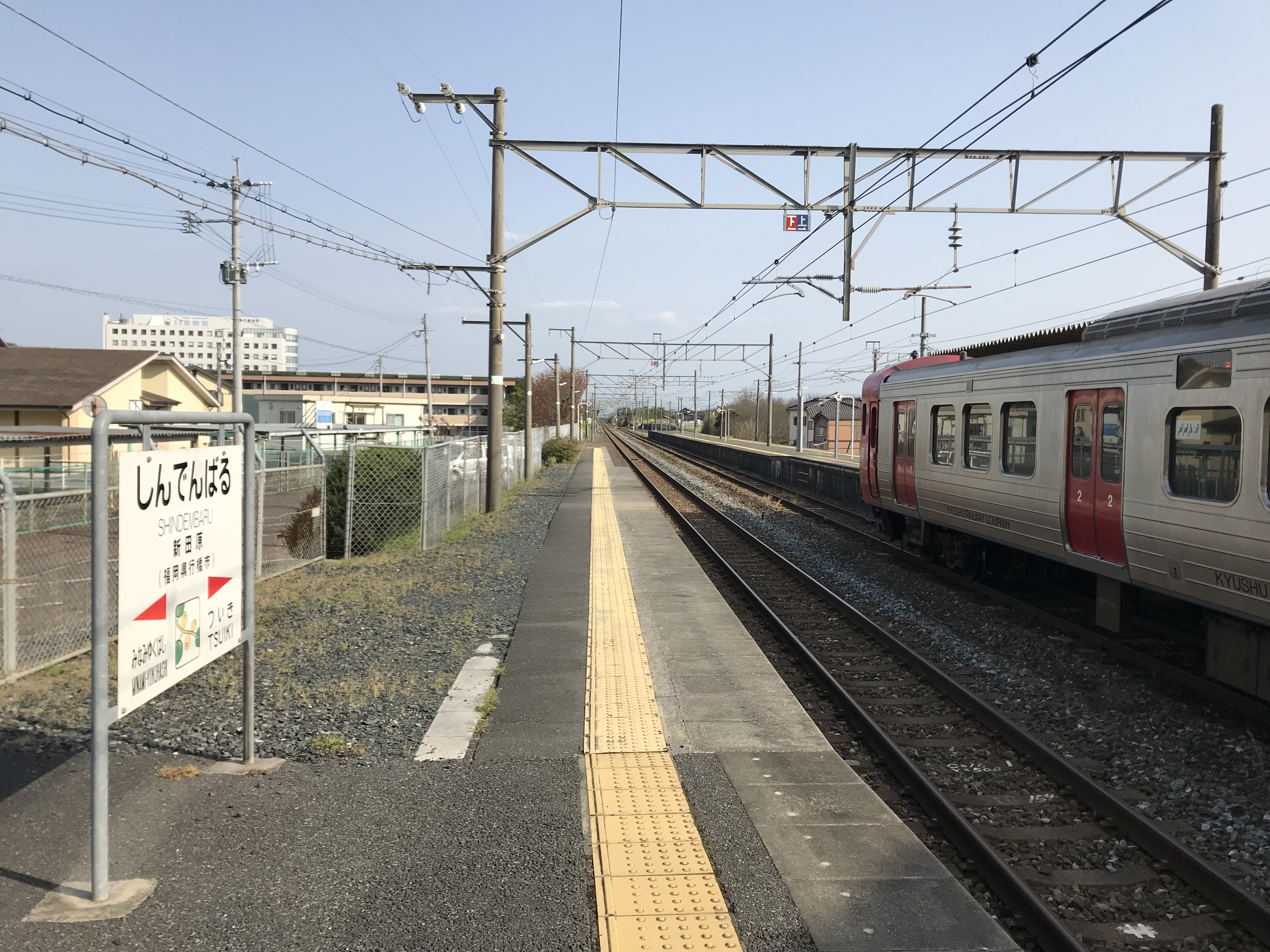
ホーム（2018年4月。奥は築城方面）

単式ホーム1面1線と島式ホーム1面2線、合計2面3線のホームを持つ地上駅。互いのホームは跨線橋で連絡している。
2番乗り場からは日中毎時1本小倉方面への折返し列車があり朝夕を含め多数運行されている。駅本屋は鉄筋コンクリート造。
無人駅。かつてはJR九州鉄道営業が駅業務を遂行する業務委託駅で、みどりの窓口が設置されていた。2011年に利用停止となったJR九州のプリペイドカードワイワイカードは当駅まで利用可能であった。自動改札機が設置されており、2009年導入のSUGOCA利用可能駅である。

### のりば
| のりば | 路線      | 方向 | 行先                              | 備考                  |
| ------ | --------- | ---- | --------------------------------- | --------------------- |
| 1      | ■日豊本線 | 下り | 中津・柳ケ浦・大分方面            |                       |
| 2・3   | ■日豊本線 | 上り | 行橋・小倉・門司港方面 / 下関方面 | 2番のりばは待避・始発 |

## 利用状況
2023年度の乗車人員は687人/日である。
| 年度   | 1日平均 乗降人員 | 1日平均 乗車人員 |
| ------ | ---------------- | ---------------- |
| 2010年 | 2,820            |                  |
|        |                  |                  |
| 2016年 |                  | 982              |
| 2017年 |                  | 963              |
| 2018年 |                  | 909              |
| 2019年 |                  | 874              |
| 2020年 |                  | 670              |
| 2021年 |                  | 678              |
| 2022年 |                  | 675              |
| 2023年 |                  | 687              |

## 駅周辺
- 行橋市立仲津小学校
- 行橋市立仲津中学校
- 新田原郵便局
- 新行橋病院
- ローム福岡
- アパンダ新田原店
- 新田原聖母病院
- 航空自衛隊築城基地（航空祭の時は築城駅が最寄り）
- 稲童漁港
- 国道10号 - 駅前を日豊本線に並行して通る。
- 新池

### バス路線
太陽交通JR新田原駅バス停（駅前の国道10号上）
- 郡界線
  - 工業団地・築城駅・ルミエール・稲童方面
  - 辻垣・行橋駅・ゆめタウン行橋方面

## その他
- 新田原地区は県内でも有数のフルーツの産地（いちじく、ぶどう、桃など）であり、国道10号やその近辺では、フルーツを売るバラック建ての産直販売店が数十店舗並んでいる。
- 同じ字面の航空自衛隊新田原（にゅうたばる）基地は宮崎県新富町（最寄り駅は日向新富駅）にあり、当駅とは全く別の場所である。
- 構内にはポイント電気融雪器が設置されている。ポイント電気融雪器はJR九州の複数の駅に設置されているが福岡県内ではこの駅と篠栗線の城戸南蔵院前駅だけである[3]。
- 駅名のローマ字表記が2018年2月時点で「SHINDENBARU」となっていたが、同年12月までに「SHINDEMBARU」と修正されている[20]。

## 隣の駅
九州旅客鉄道（JR九州）
■日豊本線
■快速
通過
■普通
南行橋駅 - 新田原駅 - 築城駅